# Chapelle Notre-Dame du Sacré-Cœur
Pour les articles homonymes, voir Notre-Dame du Sacré-Cœur (homonymie).

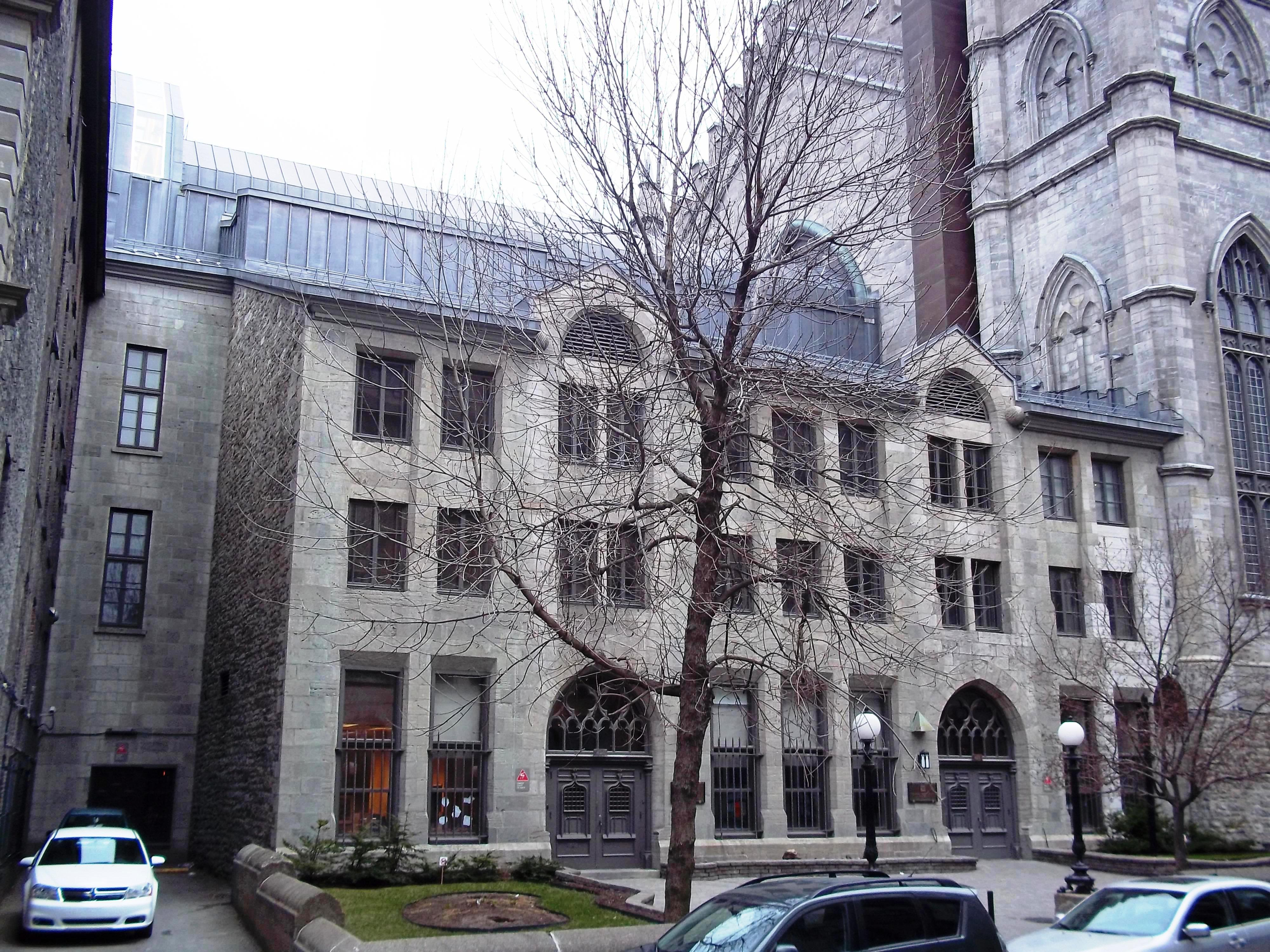
Vue de la rue Saint-Sulpice

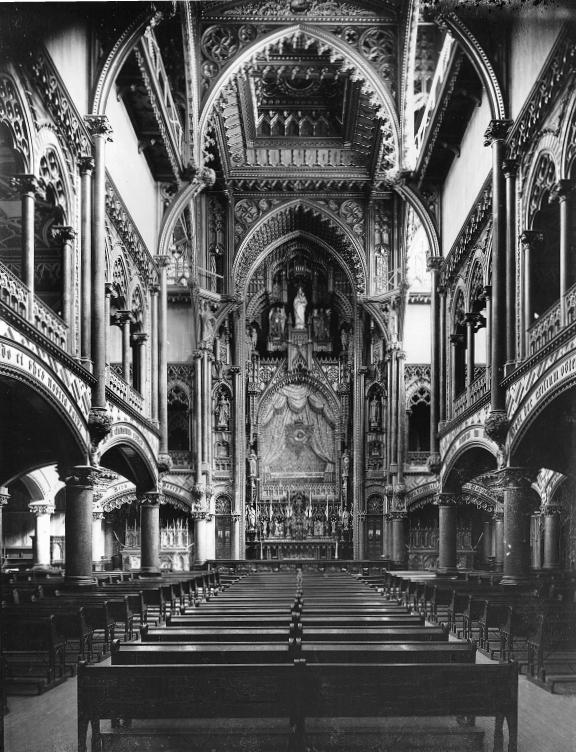
Intérieur, 1892

La chapelle Notre-Dame du Sacré-Cœur est une chapelle située est à l'intérieur de la basilique Notre-Dame de Montréal. Elle a une entrée extérieure sur la rue Saint-Sulpice à l'est.

## Historique
En 1889, le curé Léon-Alfred Sentennes confie aux architectes Perreault et Mesnard la construction d'une chapelle qui servira aux cérémonies rassemblant un nombre restreint de personnes, comme les mariages et les funérailles. Baptisée Notre-Dame du Sacré-Cœur et inaugurée le 8 décembre 1891, jour de la fête de la Vierge. Cette chapelle affiche un style néo-gothique riche en motifs sculptés. 
Joseph-Olindo Gratton y sculpte des anges de bois et Joseph-Charles Franchère y pose ses peintures.
La chapelle est gravement endommagée par un incendie en 1978. Le conseil de fabrique procède à une grande rénovation pour réinaugurer la chapelle en 1982. La retable est réalisée par Charles Daudelin en s'inspirant de Pierre Teilhard de Chardin. Des statues de Jules Lasalle ont été rajoutées en 2002.